# 호토모토

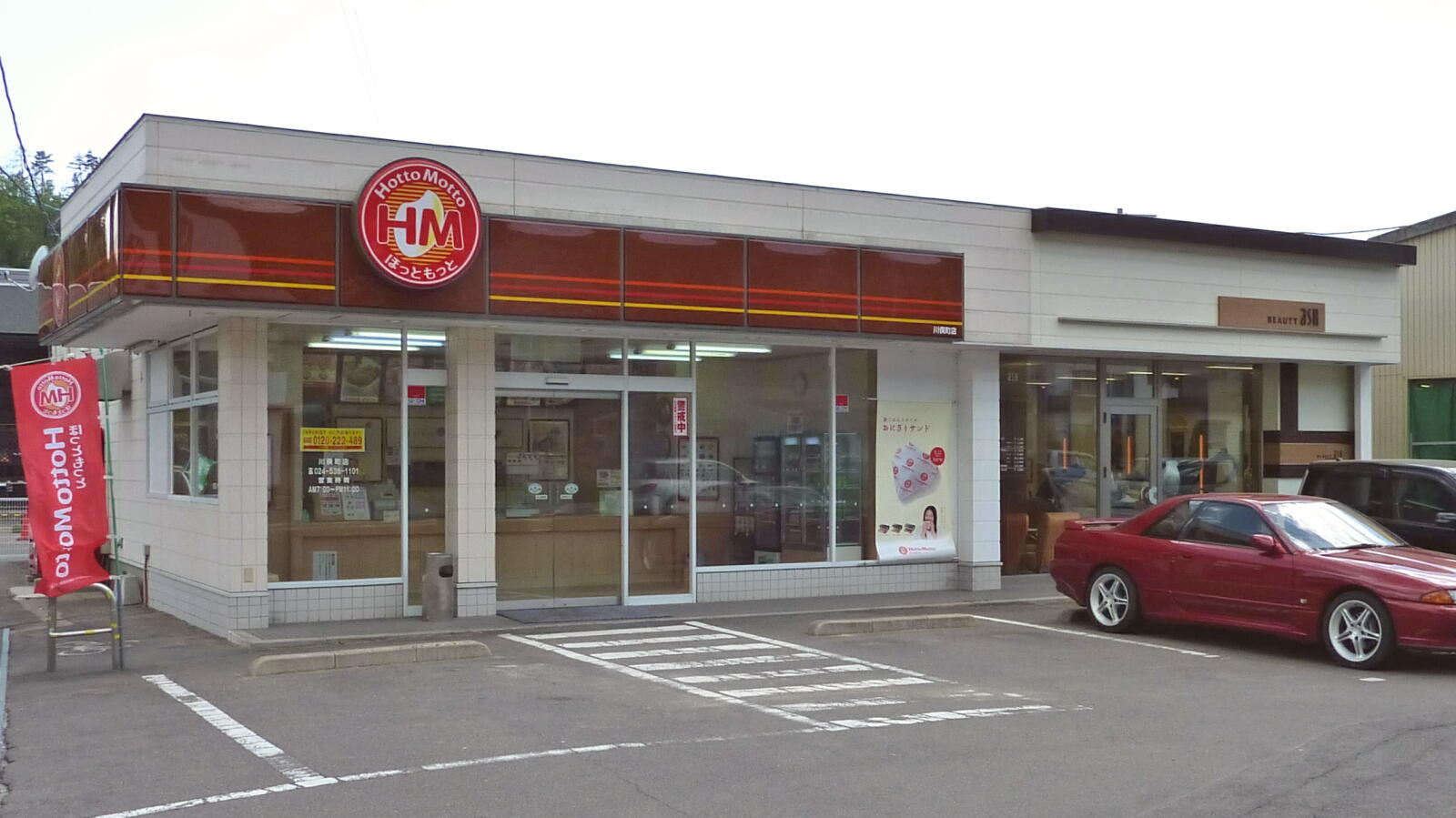
후쿠시마현에 위치한 호토모토 점포

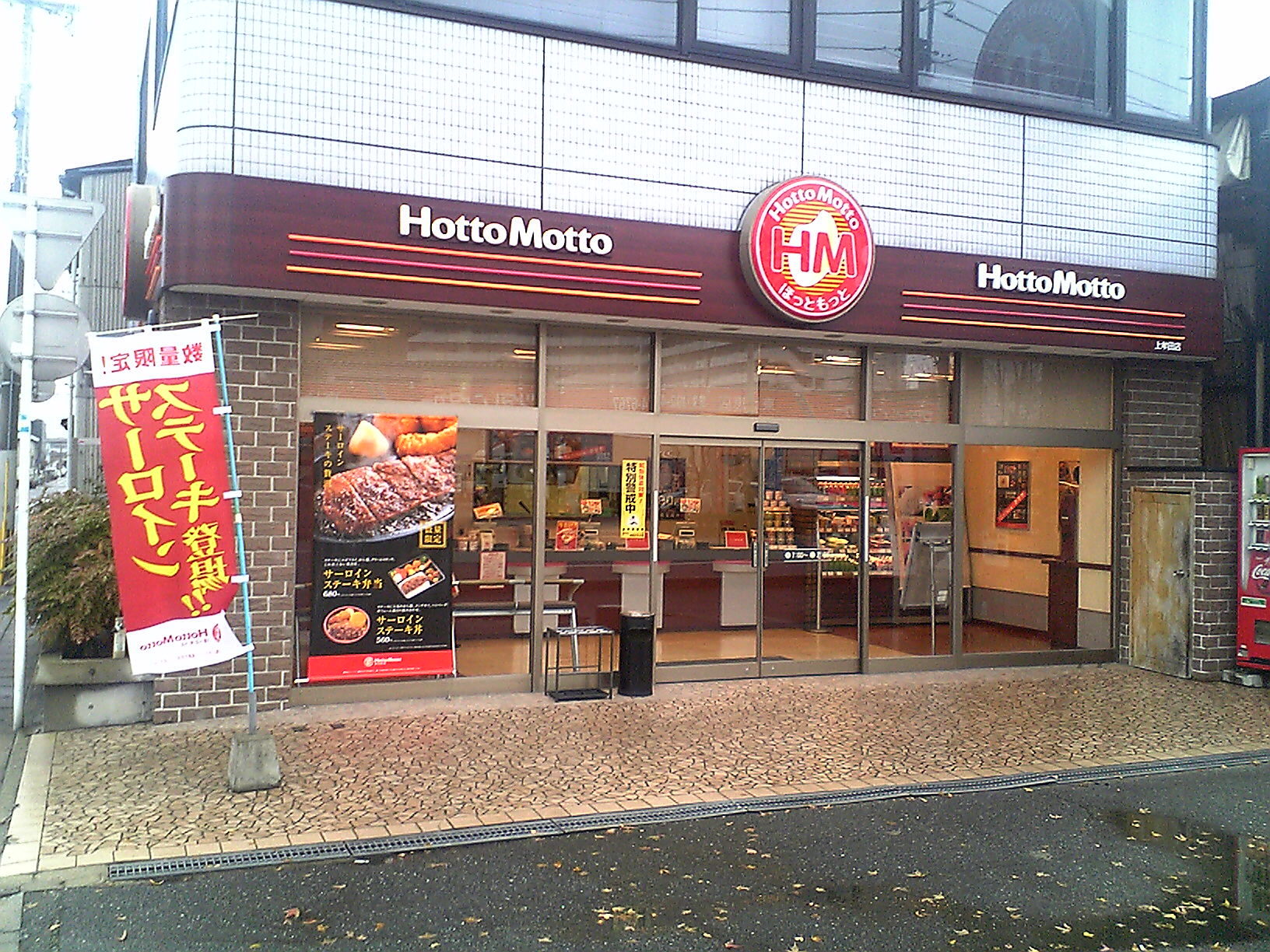
후쿠오카시에 소재하였던 호토모토 점포. 그러나 이 점포는 한 때 운영되었으나 업주의 사정으로 휴업한 상태인 것으로 추정.

호토모토(Hotto Motto, 일본어: ほっともっと)는 일본 최대의 도시락 전문 체인점이다. 2008년에 처음으로 문을 열었으며, 2012년 기준으로 총 2,758개의 점포를 운영하고 있다.
대한민국에는 동원수산과 합작하여 2012년 정식으로 진출하였던 것으로 보인다.
그 외에도 중화인민공화국과 오스트레일리아에도 호토모토 체인점을 진출시켜서 운영하고 있는 매장도 물론 존재한다.